# Меллеруд (комуна)
Комуна Меллеруд (швед. Melleruds kommun) — адміністративно-територіальна одиниця місцевого самоврядування, що розташована в лені Вестра-Йоталанд у південно-західній Швеції. Об'єднання, що призвело до створення нинішнього муніципалітету, відбулося в 1969 році, коли "старий" Меллеруд (заснований як ринкове місто (köping) у 1908 році) був об'єднаний з Больстадом, Кроппеф'єллем і Сколлерудом. До муніципальної реформи 1952 року в цьому районі було десять населених пунктів.
Меллеруд 125-а за величиною території комуна Швеції. Адміністративний центр комуни — місто Меллеруд.

## Населення
Населення становить 8 946 чоловік (станом на вересень 2012 року). 
| Кількість населення комуни Меллеруд за 1970-2010 роки | Кількість населення комуни Меллеруд за 1970-2010 роки | Кількість населення комуни Меллеруд за 1970-2010 роки | Кількість населення комуни Меллеруд за 1970-2010 роки | Кількість населення комуни Меллеруд за 1970-2010 роки |
| ----------------------------------------------------- | ----------------------------------------------------- | ----------------------------------------------------- | ----------------------------------------------------- | ----------------------------------------------------- |
| Рік                                                   |                                                       |                                                       | Населення                                             |                                                       |
| 1970                                                  | 1970                                                  |                                                       | 10 601                                                | 10 601                                                |
| 1975                                                  | 1975                                                  |                                                       | 10 421                                                | 10 421                                                |
| 1980                                                  | 1980                                                  |                                                       | 10 677                                                | 10 677                                                |
| 1985                                                  | 1985                                                  |                                                       | 10 464                                                | 10 464                                                |
| 1990                                                  | 1990                                                  |                                                       | 10 512                                                | 10 512                                                |
| 1995                                                  | 1995                                                  |                                                       | 10 463                                                | 10 463                                                |
| 2000                                                  | 2000                                                  |                                                       | 9 902                                                 | 9 902                                                 |
| 2005                                                  | 2005                                                  |                                                       | 9 638                                                 | 9 638                                                 |
| 2010                                                  | 2010                                                  |                                                       | 9 179                                                 | 9 179                                                 |
| Джерело: SCB                                          |                                                       |                                                       |                                                       |                                                       |

## Населені пункти
Комуні підпорядковано 4 міські поселення (tätort) та низка сільських, більші з яких:
- Меллеруд (Mellerud)
- Дальс-Росток (Dals Rostock)
- Осенсбрук (Åsensbruk)
- Бренна (Bränna)
- Дальскуґ (Dalskog)
- Говеруд (Håverud)
- Чепманнебру (Köpmannebro)

## Галерея

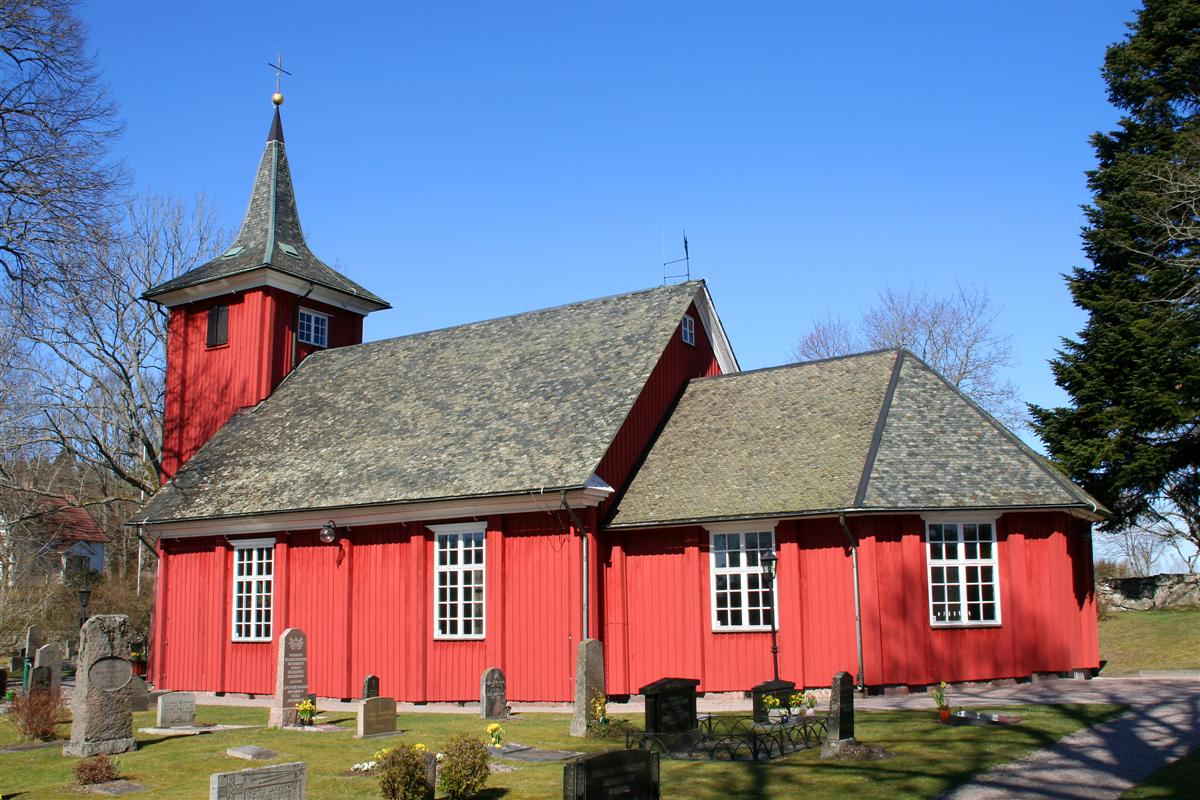
Церква (Сколлеруд)
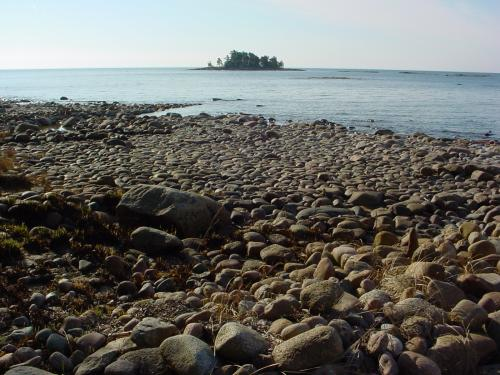
Озеро Венерн
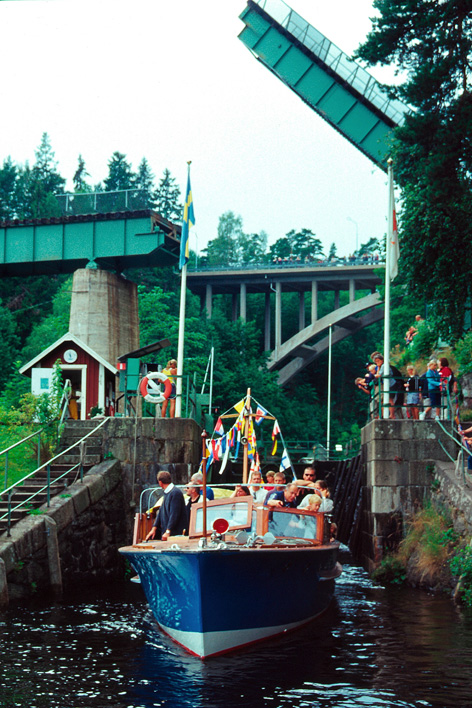
Канал Говеруд

## Виноски
1. 1 2 3 4 5 6 7 8  https://www.mellerud.se/kommun-och-politik/kommunens-historia/
2. ↑  Folkmangd i riket, lan och kommuner (шв.) . Центральне бюро статистики Швеції. Архів оригіналу за 20 серпня 2013. Процитовано 21 лютого 2013.